# Napa Valley
Pour les articles homonymes, voir Napa.

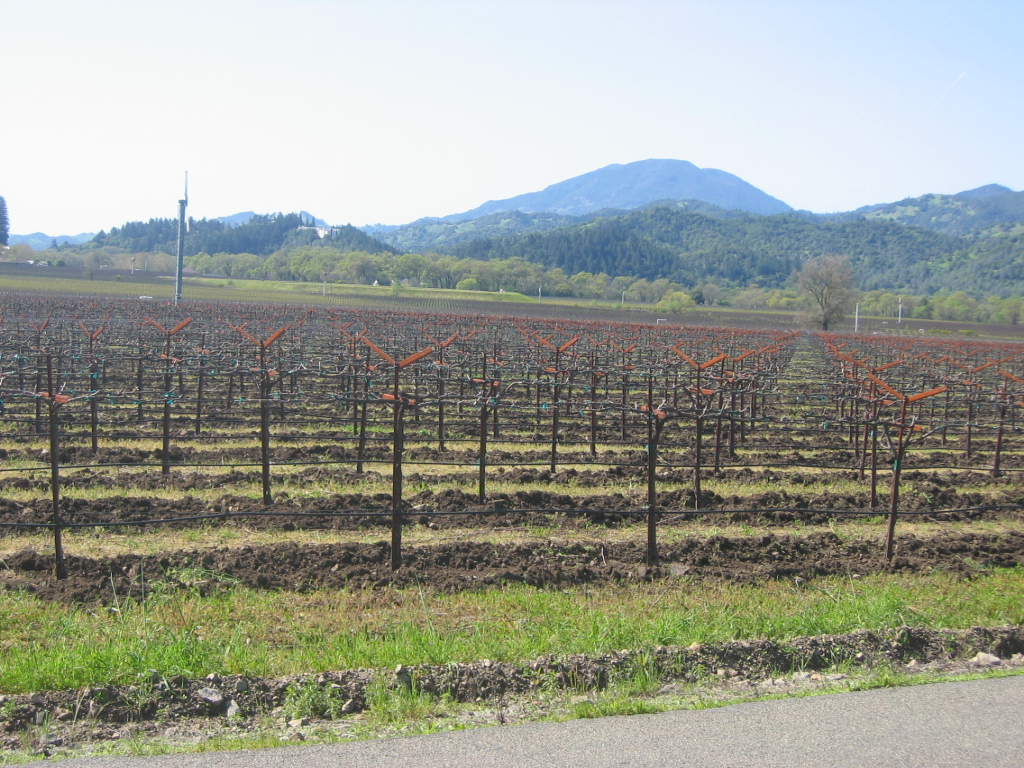
Vignobles de la vallée de Napa en avril.

Napa Valley est une région viticole américaine (American Viticultural Area, ou AVA) dans le comté de Napa, en Californie. Elle est reconnue par l'Alcohol and Tobacco Tax and Trade Bureau.
Elle est considérée comme l'une des zones de production de vin les plus prestigieuses des États-Unis, avec un héritage viticole remontant au XIXe siècle. La vallée de Napa jouit d'un climat méditerranéen, d'une géologie et d'un relief propices à la culture de vignobles de qualité.

## Géographie

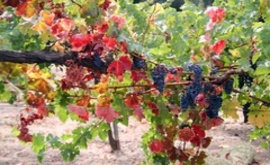

La combinaison entre un climat méditerranéen, la géographie et la géologie de la vallée est propice à la prospérité de la viticulture. La vallée de Napa est entourée par la chaîne des monts Mayacamas à l'ouest et au nord, et par la chaîne de montagnes Vaca à l'est. Plusieurs vallées plus petites existent aussi entre ces deux massifs montagneux. Le niveau de la vallée principale varie du niveau de la mer dans le sud à 110 m d'altitude au nord, à Calistoga, au pied du mont Saint Helena. Les régions viticoles américaines d'Oakville et de Rutherford se situent dans une zone géographique appelée Rutherford Bench (banquette de Rutherford), dans le centre de la vallée. Le sol à l'extrémité sud de la vallée se compose principalement de sédiments déposés précédemment par les marées de la baie de San Pablo, alors que le sol à l'extrémité nord contient une grande quantité de lave volcanique et de cendres. Plusieurs des collines qui se dégagent à partir du milieu de la vallée près de Yountville sont des indicateurs du passé volcanique de la région.

## Climats
Plusieurs microclimats existent au sein de la région en raison de diverses conditions météorologiques et d'influences géographiques. Le nord, abrité et protégé par les montagnes, profite d'un climat chaud. Le sud de la vallée profite d'un climat frais à la saison de la croissance des vignes en raison de la proximité de la baie de San Pablo. La partie orientale de la vallée tend à être plus aride à cause des tempêtes hivernales amenant des précipitations importantes sur les montagnes et les collines de l'ouest.

## Histoire

### Origines

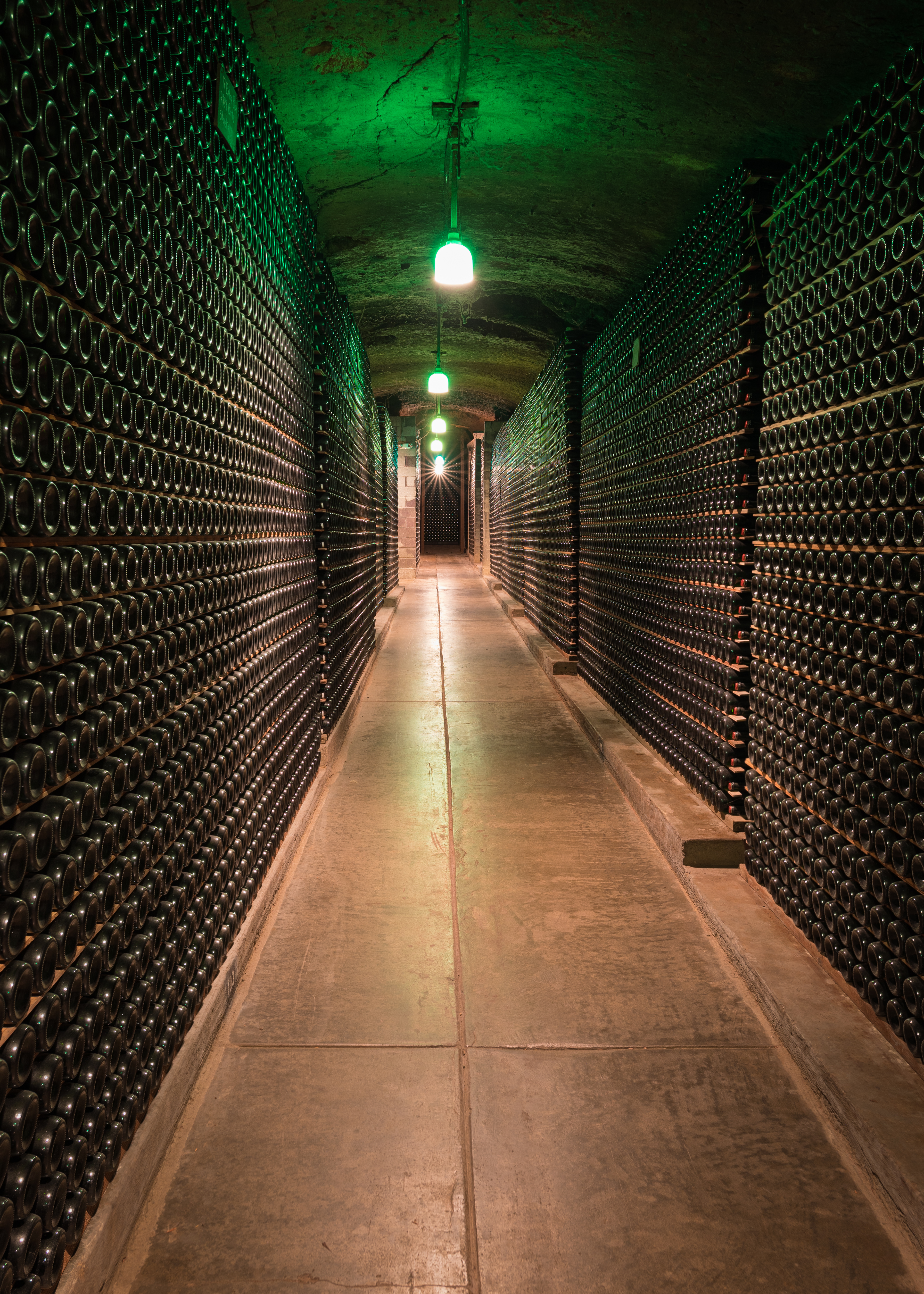
Caves de la Napa Valley à Schramsberg.

Le pionnier George C. Yount fut le premier à planter de la vigne à Napa valley en 1840. Yount donna une partie des terres à sa fille Elizabeth et son mari Thomas Rutherford comme cadeau de mariage en 1864. Ce territoire porte désormais le nom de 'rutherford'. Rutherford investit sérieusement dans la production de raisin et la vinification de 1850 à 1880 et s'affirme comme vigneron et producteur de vins de qualité.
John Patchett créa le premier vignoble réellement commercial de la vallée en 1858. En 1861, Charles Krug créa le premier établissement vinicole commercial à Sainte-Hélèna. Le capitaine Gustave Niebaum créa la Inglenook Winery en 1879, près du village de Rutherford. Ce fut le premier vignoble à produire des vins de type Bordeaux aux États-Unis. Les vins Inglenook furent récompensés par la médaille d'or lors de l'Exposition universelle de Paris de 1889.
En 1868, H. W. Crabb acheta des terres à côté de la rivière Napa et créa un vignoble et une vinerie appelée To-Kalon. En 1877, il avait planté 130 acres (53 hectares) et produisait 50 000 gallons américains de vin par an (l'équivalent de 1 892 hectolitres). Crabb fit des expériences avec plus de 400 ceps de vignes différents dans l'espoir de trouver quels cépages étaient le mieux adaptés à la région.
À la fin du XIXe siècle, il y avait plus de 140 vineries dans la région. Plusieurs vignobles originaux existent toujours dans la vallée comme Beaulieu, Beringer, Charles Krug, Chateau Montelena, Far Niente, Mayacamas, Markham Vineyards, et Schramsberg.

### Phylloxéra, prohibition et grande dépression
La viticulture à Napa dut subir plusieurs difficultés à la fin des années 1800 et au début des années 1900. Le phylloxéra a détruit de nombreuses vignes de la vallée. La Prohibition fut ensuite adoptée aux États-Unis en 1920 et dura jusqu'en 1933 ; de nombreuses caves à vin furent donc fermées. Quelques-unes restèrent ouvertes dans le seul but de produire du vin liturgique. Les vignerons qui avaient décidé de laisser leurs ceps de vigne vendirent leur récolte à des producteurs particuliers qui firent la vinification chez eux. La Grande Dépression qui commença en 1929 ralentit encore plus le marché du vin, mais qui fut malgré tout relancé en petite Camargue avec le vin des sables. Tous ces événements mirent la production de vin au point mort dans la vallée de Napa.

### L'ère contemporaine
Le début de la vinification moderne en Californie est généralement attribuée à André Tchelistcheff. Il fut engagé à Beaulieu en 1938 et introduisit de nouvelles techniques et procédés dans la région tels que le vieillissement en fût de chêne, la fermentation à froid, la fermentation malolactique et la prévention des vignobles contre le gel.
Frère Timothy Diener, membre des frères des Écoles chrétiennes (en anglais : Christian Brothers), travailla également à la création d'un vignoble moderne à Napa. Après une carrière d'enseignant en sciences, il entra dans cette congrégation enseignante et fut envoyé en 1935 au Mont Veeder, dans les monts Mayacamas à l'est de Napa. Il devint chimiste au service de sa congrégation et s'occupa de la production du vin qui devenait de plus en plus importante. Les frères des Écoles chrétiennes avaient des vignes à Benicia et produisaient du vin liturgique pendant la Prohibition, mais décidèrent de se lancer dans la production de vin et de brandy après l'abrogation. Comme il était professeur de sciences, il apprenait vite et fit de Christian Brothers l'une des marques les plus importantes de l'industrie du vin dans la région. Le visage souriant de Frère Timothy sur les publicités et offres promotionnelles devint l'une des images les plus familières des consommateurs de vin de tout le pays. Après la seconde guerre mondiale, l'industrie du vin à Napa prospéra à nouveau.
Robert Mondavi, l'une des icônes de Napa Valley, quitta l'exploitation de Krug en 1965 pour ouvrir sa propre cave. L'un des vignobles qu'il acquit fut celui de To Kalon à Oakville, planté par H.W. Crabb en 1868. Il effectua un marketing agressif avec la Napa Valley Vintners Association qui regroupe la plupart des producteurs de la région. Le nombre de vignobles dans la vallée connut une croissance rapide et la renommée de la région s'étendit encore.

### La Napa Valley: une région de vin de qualité

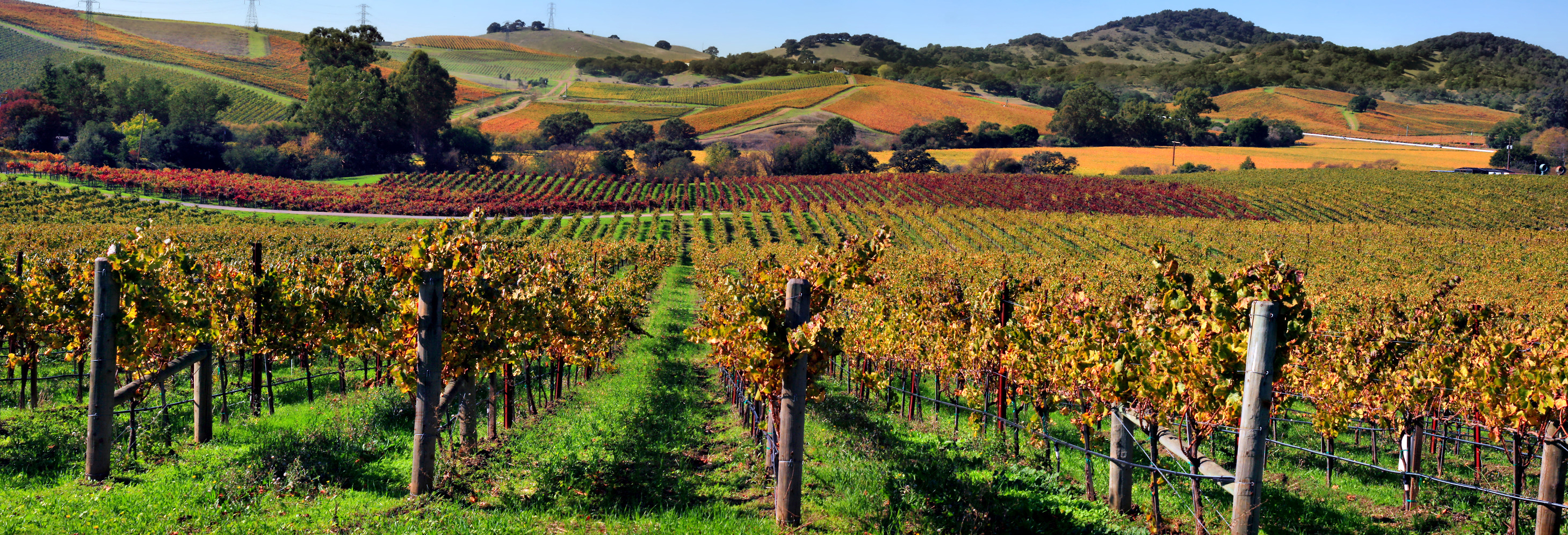
Vignoble de la Napa Valley

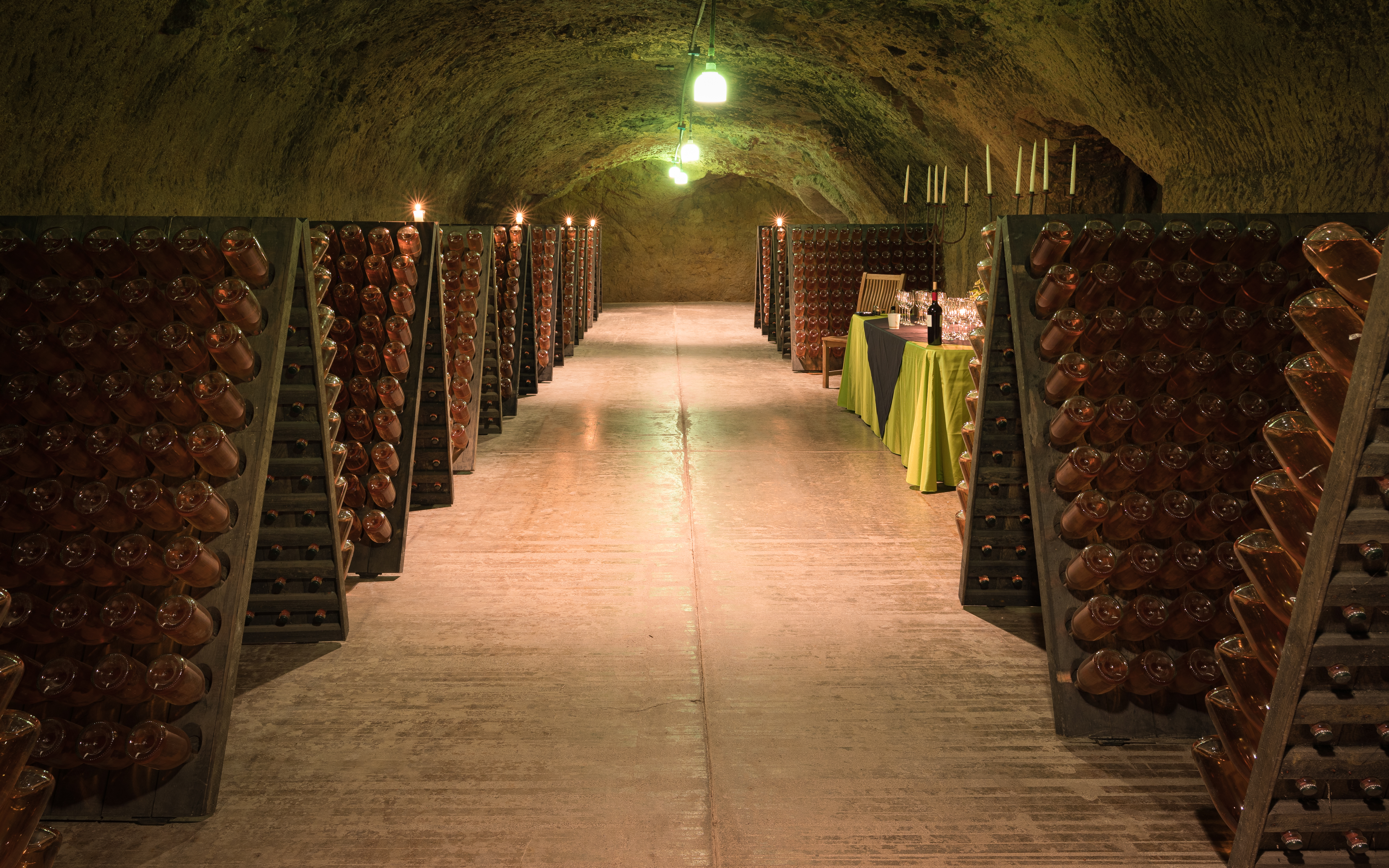
Salle de dégustation à Schramsberg dans la Napa Valley. Juillet 2019.

En 1976, les résultats du jugement de Paris stimulèrent la région et sa réputation : un vin de chardonnay de la région (élevé par Mike Grgich pour Chateau Montelena) et un vin de cabernet sauvignon (celui de Warren Winiarski de Stag's Leap Wine Cellar) furent primés à la première place lors d'une dégustation à l'aveugle, prouvant ainsi que la région avait une place dans la production de vins de qualité.
Une épidémie moderne de phylloxéra a été découverte dans la vallée en 1983 dans un vignoble planté avec des porte-greffes AxR1 (issus d'un croisement entre Vitis vinifera et Vitis rupestris). De nombreux producteurs virent cette épidémie comme une occasion de passer à des variétés mieux adaptées au climat et au sol. Le célèbre fond d'écran de Windows XP, la Colline verdoyante, est un témoin de cette campagne d'arrachage. À la fin des années 1990, presque 75 % des vignobles affectés furent replantés et immunisés contre le phylloxéra. Les producteurs de la région luttent aujourd'hui contre la mouche pisseuse qui porte en elle et transmet la bactérie Xylella fastidiosa aux ceps.
Aujourd'hui, la vallée de Napa regroupe 340 vignobles qui utilisent plusieurs cépages tels que le cabernet-sauvignon, le chardonnay, le pinot noir, le merlot, le zinfandel et d'autres cépages populaires. La Napa Valley Vintners Association regroupe la plupart des producteurs de la région. La plupart des domaines produisent un vin typique de la vallée, et quelques-uns choisissent de mélanger ou d'assembler leurs vins, en utilisant des vins qui viennent de la vallée et des collines environnantes. La législation américaine permet d'étiqueter un vin selon un cépage si au moins 75 % des grappes utilisées appartiennent au cépage en question - de nombreux vins de la vallée de Napa étiquetés comme cabernet-sauvignon contiennent donc ainsi souvent une part de vins de merlot, cabernet-franc, durif ou syrah. De la même façon, un vin peut être étiqueté Napa Valley si au moins 85 % des grappes proviennent de la région viticole du même nom, permettant aux vignerons de s'approvisionner dans d'autres régions, aux prix souvent moins élevés, pour assembler leur vin.

## Une région œnotouristique

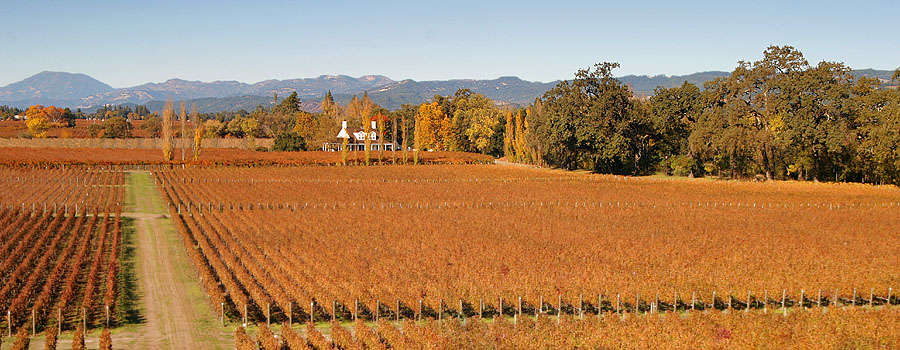
Un vignoble de Napa Valley.

On estime à 4,7 millions le nombre de touristes venant déguster les vins et profiter de l'art de vivre dans la région, ce qui fait de cette région la seconde destination touristique en Californie après Disneyland. Le style de vie développé par la région est clairement méditerranéen. La vallée est aussi connue pour la grande qualité de sa restauration qui a été plusieurs fois primée au Guide Michelin.
La route principale qui traverse la région est la California State Route 29. Une route des vins appelée Silverado Trail (en) sillonne également les vignobles de la région.

## Régions viticoles américaines (AVA) au sein de Napa Valley

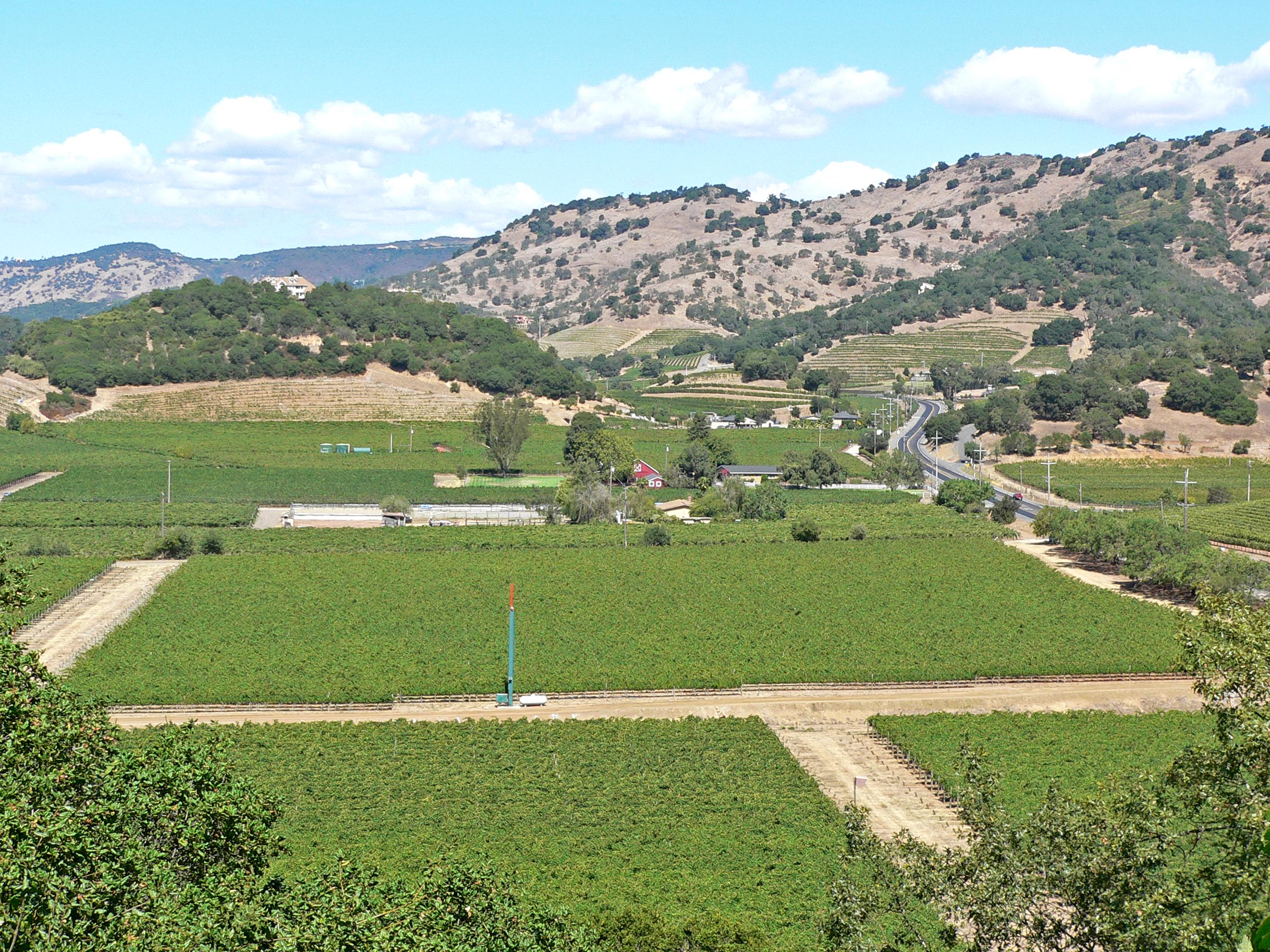
Une route des vins : Silverado Trail, ici visible à droite.

La région viticole de Napa Valley inclut d'autres régions reconnues, ayant chacune leurs particularités climatiques et géologiques :
- Atlas Peak (AVA) (en)
- Calistoga (AVA) (en)
- Chiles Valley (AVA) (en)
- Coombsville (AVA) (en)
- Diamond Mountain District AVA (en)
- Howell Mountain (AVA) (en)
- Los Carneros (AVA) (en)
- Mt. Veeder (AVA) (en)
- Oak Knoll District of Napa Valley (AVA) (en)
- Oakville (AVA) (en)
- Rutherford (AVA)
- Spring Mountain District (AVA) (en)
- St. Helena (AVA) (en)
- Stags Leap District (AVA) (en)
- Wild Horse Valley (AVA) (en)
- Yountville (AVA) (en)